# Phlojodicarpus villosus
Phlojodicarpus villosus là một loài thực vật có hoa trong họ Hoa tán. Loài này được (Turcz. ex Fisch. & C.A. Mey.) Turcz. ex Ledeb. miêu tả khoa học đầu tiên năm 1844.